# The Dandy Warhols Come Down
The Dandy Warhols Come Down è il secondo album del gruppo statunitense The Dandy Warhols, pubblicato nel 1997.

## Tracce
Tutte le canzoni sono state scritte da Courtney Taylor salvo quelle segnalate.
1. Be-In – 7:00
2. Boys Better – 4:31
3. Minnesoter – 3:03
4. Orange – 5:41
5. I Love You – 4:12
6. Not If You Were the Last Junkie on Earth – 3:11
7. Everyday Should Be a Holiday – 4:02
8. Good Morning – 5:01
9. Whipping Tree – 3:49
10. Green – 3:10
11. Cool as Kim Deal – 3:03
12. Hard On for Jesus (Taylor/Holmstrom) – 4:36
13. Pete International Airport (Taylor/Holmstrom) – 5:57
14. The Creep Out (The Dandy Warhols) – 8:59
15. One (bonus track on vinyl edition)

## Televisione e cinema
- Boys Better è stata inclusa nella colonna sonora di Will Hunting
- Every Day Should Be a Holiday è stata inclusa nella colonna sonora di Tutti pazzi per Mary .
- I Love You è stata usata per la campagna pubblicitaria della Pontiac Solstice.
- Not If You Were the Last Junkie on Earth è stata usata in un episodio di Daria.
- Everyday Should Be a Holiday è stata usata in un episodio di Doctor Who.